# Girl Who Got Away
Girl Who Got Away è il quarto album della cantautrice inglese Dido. L'album è stato pubblicato il 4 marzo 2013 dall'etichetta discografica RCA Records in tutto il mondo, eccetto che l'America del Nord dove è stato messo in commercio il 26 marzo 2013.
Singolo apripista dall'album è No Freedom, messo in commercio il 18 gennaio, a cui è seguito End of Night il 5 maggio 2013.

## Tracce
Edizione standard
1. No Freedom – 3:16 (Dido Armstrong, Rick Nowels)
2. Girl Who Got Away – 3:23 (Dido Armstrong, Rollo Armstrong)
3. Let Us Move On (feat. Kendrick Lamar) – 4:10 (Dido Armstrong, Rollo Armstrong, Kendrick Lamar, Jeff Bhasker, Patrick Reynolds)
4. Blackbird – 4:09 (Dido Armstrong, Rollo Armstrong)
5. End of Night – 3:58 (Dido Armstrong, Greg Kurstin)
6. Sitting On the Roof of the World – 3:18 (Dido Armstrong, Rick Nowels, Rollo Armstrong)
7. Love To Blame – 4:36 (Dido Armstrong, Rollo Armstrong, John Harrison, Vera Bohl)
8. Go Dreaming – 4:24 (Dido Armstrong, Rick Nowels, Rollo Armstrong)
9. Happy New Year – 3:29 (Dido Armstrong, Greg Kurstin, Rollo Armstrong)
10. Loveless Hearts – 3:05 (Dido Armstrong, Rollo Armstrong)
11. Day Before We Went To War – 5:12 (Dido Armstrong, Rollo Armstrong, Brian Eno)

Durata totale: 43:00
iTunes Bonus Track
1. No Freedom (Benny Benassi Remix) – 5:58 (Dido Armstrong, Rick Nowels)

Deluxe Edition
1. Let Us Move On (Jeff Bhasker and Plain Pat Remix) – 4:32 (Dido Armstrong, Rollo Armstrong, Kendrick Lamar, Jeff Bhasker, Patrick Reynolds)
2. All I See (feat. Pete Miser) – 3:44 (Dido Armstrong, Pete Miser)
3. Just Say Yes – 3:35 (Dido Armstrong, Rollo Armstrong, Lester Mendez)
4. Let's Runaway – 4:23 (Dido Armstrong, Greg Kurstin)
5. Everything To Lose (Armin van Buuren Remix) – 5:55 (Dido Armstrong, Rollo Armstrong,Ayalah Bentovim)
6. Lost – 4:17 (Dido Armstrong, Jon Brion, Matt Chamberlain)

## Classifiche
| Classifica (2013)   | Posizione massima |
| ------------------- | ----------------- |
| Australia           | 12                |
| Austria             | 6                 |
| Belgio (Fiandre)    | 14                |
| Belgio (Vallonia)   | 7                 |
| Canada              | 10                |
| Danimarca           | 23                |
| Finlandia           | 45                |
| Francia             | 3                 |
| Germania            | 2                 |
| Grecia              | 20                |
| Irlanda             | 14                |
| Italia              | 24                |
| Norvegia            | 8                 |
| Nuova Zelanda       | 11                |
| Paesi Bassi         | 8                 |
| Polonia             | 5                 |
| Regno Unito         | 5                 |
| Repubblica Ceca     | 12                |
| Spagna              | 13                |
| Svezia              | 20                |
| Svizzera            | 2                 |
| Svizzera (Romandie) | 1                 |
| Ungheria            | 3                 |